# جرالد گراهام
جرالد گراهام (انگلیسی: Gerald Graham; ۲۷ ژوئن ۱۸۳۱ – ۱۷ دسامبر ۱۸۹۹) فرد نظامی اهل پادشاهی متحد بریتانیای کبیر و ایرلند بود. وی همچنین برندهٔ جوایزی همچون نشان حمام شده‌است.